# Willem van Enckenvoirt
Willem van Enckenvoirt (né en 1464 à Utrecht, aux Pays-Bas, et mort à Rome le 19 juillet 1534) est un cardinal néerlandais du XVIe siècle.

## Biographie
Van Enckenvoirt étudie à l'université Sapienza de Rome et entre à la cour du pape en 1495. Il reçoit des prébendes à Aix-la-Chapelle, Xanten, Tongres, Maastricht, Bois-le-Duc, Anvers, Malines et Utrecht. Van Enckenvoirt est chanoine à Anvers et à Liège, prévôt à Malines et à Utrecht et doyen de  Saint-Jean-Baptiste de Bois-le-Duc. Il joue un rôle important dans la restauration de l'église S. Maria dell'Anima à Rome et est dataire du pape en 1522-1523. Après son ordination il est prêtre à Schijndel.
Willem van Enckenvoirt est créé cardinal par le pape Adrien VI lors du consistoire du 10 septembre 1523. Il est le deuxième cardinal néerlandais et le seul créé par Adrien VI. Le cardinal van Enckenvoirt est camerlingue du Sacré Collège en 1529-1530 et est nommé évêque d'Utrecht en 1529, mais il ne visite jamais son diocèse, qui est gouverné par l'administrateur Jacques Utening. Van Enckenvoirt est un ami intime du pape Adrien VI. Il participe au conclave de 1523, lors duquel Clément VII est élu.
Le cardinal fait ériger un monument en l'honneur d'Adrien VI, dans l'église de l'hospice Maria dell' anima, situé entre la Piazza Navona et le Ponte Agelica à Rome. Il fait don de grandes sommes d'argent et de plusieurs maisons en faveur de cet hospice afin qu'il puisse accueillir les voyageurs et pèlerins du royaume des Pays Bas et des deux Flandres.
Willem van Enckenvoirt est enterré en l'église Santa Maria dell'Anima à Rome. Utrecht est seulement devenu archevêché sous Philippe II vers 1560.